# 2006 FIFAワールドカップ・アジア予選
- 2006 FIFAワールドカップ > 2006 FIFAワールドカップ・予選 > 2006 FIFAワールドカップ・アジア予選

2006 FIFAワールドカップ・アジア予選は、2003年11月から2005年10月にかけて行われた、アジア地区の2006 FIFAワールドカップ・予選である。本大会出場枠は4.5（直接出場枠4と大陸間プレーオフ枠1）。予選に参加する国および地域は、2003年10月1日時点でアジアサッカー連盟に加盟していた44チームのうち39チームである。
カンボジア、フィリピン、ブータン、ブルネイの4か国は参加を辞退し、ミャンマーは2002年大会のアジア予選で中途棄権したペナルティにより、今大会のアジア地区予選への参加権を剥奪されていた。

## アジア出場枠が4.5へ増加した理由
FIFAワールドカップの本大会出場枠は、本大会での各大陸連盟出場国の成績によって増減する。2002年日韓大会で、日本はベスト16（=決勝トーナメント進出）、韓国は4位とアジア勢が本大会で好成績を残した為、前回の2.5枠から4.5枠に増加した。なお、2002 FIFAワールドカップ・アジア予選の出場枠は2.5ではあるが、日本と韓国の2カ国が開催国枠で予選なしで出場していた為（つまりAFC出場枠2.5＋開催国2＝4.5)、見た目上は4.5枠を維持したように見えるが、厳密には2.5から4.5への増加である（前々回の1998 FIFAワールドカップ・アジア予選では3.5枠）。

## 大会概要
ホーム・アンド・アウェー方式の全面的採用
これまでのFIFAワールドカップ・アジア予選では、集中開催方式やダブルセントラル方式で試合が行われることが少なくなかったが、今大会の予選では全試合ホーム・アンド・アウェー方式で行われた。ただし、政情不安を抱えていたイラクとパレスチナについては、すべてのホームゲームを周辺の第三国で行った。
日本代表の試合経過
日本は1次予選から出場した。1次予選は6戦を全勝してグループ1位で勝ち上がり、最終予選はイランに今大会の予選唯一の敗戦を喫したものの、最終的にグループ1位で勝ち上がりワールドカップ本大会への出場権を獲得した。
なお、日本を含むアジア地区予選からの本大会出場4か国は全て2005年6月8日に本大会出場が決定したが、世界の地区予選の中で一番早かった。その中でも時差の関係で試合終了時刻が一番早かった日本が、ホスト国のドイツを除き本大会出場権を獲得した最初の国となった。
その他
日本以外の本大会出場国は、イラン、サウジアラビア、韓国である。アジアのサッカー強豪国が順当に本大会出場権を獲得した。
前回大会でワールドカップ本大会初出場を果たし、自国開催となった2004年のAFCアジアカップでも準優勝を果たした中国は、今大会の予選でも順当に勝ち上がると見られていた。しかし1次予選で同じグループのクウェートに僅差で2位に終わり、早々に思わぬ予選敗退を喫した。
アジア地区プレーオフは、近年サッカー新興国として力をつけてきたバーレーンとウズベキスタンとの対戦となり、バーレーンがアウェーゴールで勝利して大陸間プレーオフに進出した。アジア地区最後の出場枠をかけて、バーレーンは北中米カリブ海予選4位のトリニダード・トバゴと対戦したが敗退し、初めての本大会出場はならなかった。

## 予選方式
予選は、3つのラウンドに分けて行われる。予選のチーム分けは2003年10月22日発表のFIFAランキングに基づいて決定され、上位25チームは1次予選からの参加、下位14チームは予備予選からの参加となる。
予備予選
今予選大会から導入された方式で、ランキング下位14チームを成績上位7チームのポットAと成績下位7チームのポットBに分類し、ポットAのチームとポットBのチームの組み合わせが無作為に決定される。そして各チームがホーム・アンド・アウェー方式で対戦する。
勝利した7チームが1次予選へ進出する。
1次予選
ランキング上位25チーム、および予備予選に勝利した7チームの合計32チームが、4チームずつ8グループに分かれてホーム・アンド・アウェー方式の総当りリーグ戦（各チーム6試合）を行う。チーム分けは、2002年大会の成績に基づいて決定される。
各グループ1位の8チームが2次予選に進出する。
2次予選（最終予選）
1次予選に勝利した8チームが、4チームずつ2グループに分かれてホーム・アンド・アウェー方式の総当りリーグ戦（各チーム6試合）を行う。チーム分けは1次予選同様、2002年大会の成績に基づいて決定された。
各グループ上位2チームの合計4チームがワールドカップ本大会出場権を獲得する。
3次予選
2次予選各グループ3位の2チームは、ホーム・アンド・アウェー方式のアジア地区プレーオフを行う。
勝利チームは大陸間プレーオフに進出する。
大陸間プレーオフ
アジア地区プレーオフの勝利チームは、北中米カリブ海予選4位のチームとホーム・アンド・アウェー方式の大陸間プレーオフを行う。
勝利チームがワールドカップ本大会出場権を獲得する。

## 予備予選
予備予選の組み合わせ抽選は、2003年10月24日にチューリッヒのFIFA本部で行われた。
ランキング下位14チームがランキングに従って分けられ、各チームがホーム・アンド・アウェー方式で対戦する。勝利チームが1次予選に進出する。
| 第1戦ホームチーム    | 結果   | 第2戦ホームチーム |  | 第1戦  | 第2戦  |
| -------------------- | ------ | ----------------- |  | ------ | ------ |
| トルクメニスタン     | 13 - 0 | アフガニスタン    |  | 11 - 0 | 2 - 0  |
| チャイニーズタイペイ | 6 - 1  | マカオ            |  | 3 - 0  | 3 - 1  |
| バングラデシュ       | 0 - 4  | タジキスタン      |  | 0 - 2  | 0 - 2  |
| パキスタン           | 0 - 6  | キルギス          |  | 0 - 2  | 0 - 4  |
| モンゴル             | 0 - 13 | モルディブ        |  | 0 - 1  | 0 - 12 |
| ネパール             |        | グアム            |  |        |        |
| ラオス※              | 0 - 3  | スリランカ        |  | 0 - 0  | 0 - 3  |

※組み合わせ抽選後にネパールが棄権し、グアムの1次予選進出が決まっていたが、後にグアムも棄権した。このため繰り上げで1次予選に進出するチームを決定する必要が生じた。予備予選敗退国の間で成績が比較され、その結果が最も上位であったラオスが繰り上げで1次予選に進出した（勝ち点1、他は勝ち点0）。

### 第1戦
| 2003年11月19日 19:00 |

| トルクメニスタン | 11 - 0   | アフガニスタン |
|                  | レポート |                |

| オリンピック・スタジアム、アシガバート 観客数: 12,000 主審: Emil Busurmankulov |

| 2003年11月23日 14:00 |

| チャイニーズタイペイ | 3 - 0    | マカオ |
|                      | レポート |        |

| 中山足球場、台北 観客数: 2,000 主審: Jimmy Napitupulu |

| 2003年11月26日 15:00 |

| バングラデシュ | 0 - 2    | タジキスタン |
|                | レポート |              |

| シェレ・バングラ・スタジアム、ダッカ 観客数: 6,000 主審: Virat Khanthachai |

| 2003年11月29日 17:00 |

| ラオス | 0 - 0    | スリランカ |
|        | レポート |            |

| ラオス・ナショナルスタジアム、ヴィエンチャン 観客数: 4,500 主審: Luong The Tai |

| 2003年11月29日 15:00 |

| パキスタン | 0 - 2    | キルギス |
|            | レポート |          |

| ナショナルスタジアム、カラチ 観客数: 10,000 主審: Ibrahim Nesar |

| 2003年11月29日 13:00 |

| モンゴル | 0 - 1    | モルディブ |
|          | レポート |            |

| ナショナル・スポーツ・スタジアム、ウランバートル 観客数: 2,000 主審: Yang Zhiqiang |

### 第2戦
| 2003年11月23日 13:30 |

| アフガニスタン | 0 - 2    | トルクメニスタン |
|                | レポート |                  |

| ガジ・スタジアム、カーブル 観客数: 6,000 主審: Jahangir Khan |

| 2003年11月29日 15:00 |

| マカオ | 1 - 3    | チャイニーズタイペイ |
|        | レポート |                      |

| 澳門運動場、マカオ 観客数: 250 主審: Zhou Weixin |

| 2003年11月30日 14:00 |

| タジキスタン | 2 - 0    | バングラデシュ |
|              | レポート |                |

| パミール・スタジアム、ドゥシャンベ 観客数: 12,000 主審: Manuel Pereira |

| 2003年12月3日 18:30 |

| スリランカ | 3 - 0    | ラオス |
|            | レポート |        |

| スガサダシュ・スタジアム、コロンボ 観客数: 6,000 主審: Ali Saleem |

| 2003年12月3日 13:00 |

| キルギス | 4 - 0    | パキスタン |
|          | レポート |            |

| スパルタク・スタジアム、ビシュケク 観客数: 12,000 主審: Mamed Mamedov |

| 2003年12月3日 15:35 |

| モルディブ | 12 - 0   | モンゴル |
|            | レポート |          |

| ガロル国立競技場、マレ 観客数: 9,000 主審: Deshapryia Arambekade |

## 1次予選
1次予選の組み合わせ抽選は、2003年12月5日にフランクフルトで行われた。
ランキング上位25チーム、および予備予選に勝利した7チームの合計32チームが、4チームずつ8グループに分かれて、ホーム・アンド・アウェー方式の総当りリーグ戦を行う。各グループ1位の8チームが2次予選に進出する。

### グループ1
| 国       | 勝点 | 試合数 | 勝 | 引分 | 敗 | 得点 | 失点 | 得失点差 |
| -------- | ---- | ------ | -- | ---- | -- | ---- | ---- | -------- |
| イラン   | 15   | 6      | 5  | 0    | 1  | 22   | 4    | 18       |
| ヨルダン | 12   | 6      | 4  | 0    | 2  | 10   | 6    | 4        |
| カタール | 9    | 6      | 3  | 0    | 3  | 16   | 8    | 8        |
| ラオス   | 0    | 6      | 0  | 0    | 6  | 3    | 33   | -30      |

| 2004年2月18日 16:00 |

| ヨルダン | 5 - 0    | ラオス |
|          | レポート |        |

| アンマン国際スタジアム、アンマン 観客数: 5,000 主審: Sultan Al Mozahmi |

| 2004年2月18日 19:00 |

| イラン | 3 - 1    | カタール |
|        | レポート |          |

| アザディ・スタジアム、テヘラン 観客数: 0 主審: Khader Haj Khader |

| 2004年3月31日 17:00 |

| ラオス | 0 - 7    | イラン |
|        | レポート |        |

| ラオス・ナショナルスタジアム、ヴィエンチャン 観客数: 7,000 主審: Yang Mu Sheng |

| 2004年3月31日 18:30 |

| ヨルダン | 1 - 0    | カタール |
|          | レポート |          |

| アンマン国際スタジアム、アンマン 観客数: 15,000 主審: Qasem Shaban |

| 2004年6月9日 18:30 |

| イラン | 0 - 1    | ヨルダン |
|        | レポート |          |

| アザディ・スタジアム、テヘラン 観客数: 35,000 主審: 上川徹 |

| 2004年6月9日 19:30 |

| カタール | 5 - 0    | ラオス |
|          | レポート |        |

| アル・ガラファ・スタジアム、ドーハ 観客数: 500 主審: Naji Abu Armana |

| 2004年9月8日 17:00 |

| ラオス | 1 - 6    | カタール |
|        | レポート |          |

| ラオス・ナショナルスタジアム、ヴィエンチャン 観客数: 2,900 主審: Jimmy Napitupulu |

| 2004年9月8日 20:00 |

| ヨルダン | 0 - 2    | イラン |
|          | レポート |        |

| アンマン国際スタジアム、アンマン 観客数: 20,000 主審: 陸俊 |

| 2004年10月13日 17:00 |

| ラオス | 2 - 3    | ヨルダン |
|        | レポート |          |

| ラオス・ナショナルスタジアム、ヴィエンチャン 観客数: 3,000 主審: Ram Gosh |

| 2004年10月13日 19:30 |

| カタール | 2 - 3    | イラン |
|          | レポート |        |

| アル・ガラファ・スタジアム、ドーハ 観客数: 8,000 主審: Kwon Jong-Chul |

| 2004年11月17日 19:00 |

| カタール | 2 - 0    | ヨルダン |
|          | レポート |          |

| アル・ガラファ・スタジアム、ドーハ 観客数: 800 主審: 吉田寿光 |

| 2004年11月17日 19:30 |

| イラン | 7 - 0    | ラオス |
|        | レポート |        |

| アザディ・スタジアム、テヘラン 観客数: 30,000 主審: Mamed Mamedov |

### グループ2
| 国                   | 勝点 | 試合数 | 勝 | 引分 | 敗 | 得点 | 失点 | 得失点差 |
| -------------------- | ---- | ------ | -- | ---- | -- | ---- | ---- | -------- |
| ウズベキスタン       | 16   | 6      | 5  | 1    | 0  | 16   | 3    | 13       |
| イラク               | 11   | 6      | 3  | 2    | 1  | 17   | 7    | 10       |
| パレスチナ           | 7    | 6      | 2  | 1    | 3  | 11   | 11   | 0        |
| チャイニーズタイペイ | 0    | 6      | 0  | 0    | 6  | 3    | 26   | -23      |

| 2004年2月18日 17:00 |

| ウズベキスタン | 1 - 1    | イラク |
|                | レポート |        |

| パフタコール・スタジアム、タシュケント 観客数: 24,000 主審: Suresh Srinivasan |

| 2004年2月18日 18:30 |

| パレスチナ | 8 - 0    | チャイニーズタイペイ |
|            | レポート |                      |

| アル・ジャヌーブ・スタジアム（カタール・アル＝ワクラ） 観客数: 1,000 主審: Mukhtar Al Yarimi |

| 2004年3月31日 15:00 |

| チャイニーズタイペイ | 0 - 1    | ウズベキスタン |
|                      | レポート |                |

| 中山足球場、台北 観客数: 2,500 主審: Setiyono Midi Nitrorejo |

| 2004年3月31日 17:05 |

| パレスチナ | 1 - 1    | イラク |
|            | レポート |        |

| アル・ジャヌーブ・スタジアム（カタール・アル＝ワクラ） 観客数: 500 主審: Hassan Al Shoufi |

| 2004年6月9日 18:00 |

| イラク | 6 - 1    | チャイニーズタイペイ |
|        | レポート |                      |

| アンマン国際スタジアム、アンマン 観客数: 2,000 主審: Jassim Al Hail |

| 2004年6月9日 19:00 |

| ウズベキスタン | 3 - 0    | パレスチナ |
|                | レポート |            |

| パフタコール・スタジアム、タシュケント 観客数: 35,000 主審: Masoud Moradi |

| 2004年9月8日 15:00 |

| チャイニーズタイペイ | 1 - 4    | イラク |
|                      | レポート |        |

| 中山足球場、台北 観客数: 5,000 主審: Purushothaman Baskar |

| 2004年9月8日 18:30 |

| パレスチナ | 0 - 3    | ウズベキスタン |
|            | レポート |                |

| アフメド・ビン＝アリー・スタジアム、ドーハ 観客数: 400 主審: Shamsul Maidin |

| 2004年10月13日 18:00 |

| イラク | 1 - 2    | ウズベキスタン |
|        | レポート |                |

| アンマン国際スタジアム、アンマン 観客数: 10,000 主審: Shamsul Maidin |

| 2004年10月14日 16:00 |

| チャイニーズタイペイ | 0 - 1    | パレスチナ |
|                      | レポート |            |

| 中山足球場、台北 観客数: 500 主審: Riyaz Rasheed |

| 2004年11月16日 19:30 |

| イラク | 4 - 1    | パレスチナ |
|        | レポート |            |

| アル・ガラファ・スタジアム、ドーハ 観客数: 500 主審: Ali Al Mutlaq |

| 2004年11月17日 16:00 |

| ウズベキスタン | 6 - 1    | チャイニーズタイペイ |
|                | レポート |                      |

| パフタコール・スタジアム、タシュケント 観客数: 20,000 主審: ムフセン・バスマ |

### グループ3
| 国           | 勝点 | 試合数 | 勝 | 引分 | 敗 | 得点 | 失点 | 得失点差 |
| ------------ | ---- | ------ | -- | ---- | -- | ---- | ---- | -------- |
| 日本         | 18   | 6      | 6  | 0    | 0  | 16   | 1    | 15       |
| オマーン     | 10   | 6      | 3  | 1    | 2  | 14   | 3    | 11       |
| インド       | 4    | 6      | 1  | 1    | 4  | 2    | 18   | -16      |
| シンガポール | 3    | 6      | 1  | 0    | 5  | 3    | 13   | -10      |

| 2004年2月18日 16:00 |

| インド | 1 - 0    | シンガポール |
|        | レポート |              |

| ファトルダ・スタジアム、マドガーオン 観客数: 28,000 主審: Farajollah Yasrebi |

| 2004年2月18日 19:20 |

| 日本            | 1 - 0    | オマーン |
| 久保竜彦 90+3分 | レポート |          |

| 埼玉スタジアム2002、さいたま 観客数: 60,270 主審: Halim Abdul Hamid |

| 2004年3月31日 17:45 |

| インド | 1 - 5    | オマーン |
|        | レポート |          |

| ジャワハルラール・ネルー・スタジアム、コーチ 観客数: 48,000 主審: Danny Kim Heng |

| 2004年3月31日 20:00 |

| シンガポール                    | 1 - 2    | 日本                          |
| インドラ・サーダン・ダウド 63分 | レポート | 高原直泰 34分 · 藤田俊哉 82分 |

| ジャラン・ベサール・スタジアム、シンガポール 観客数: 6,000 主審: Bae Jae-Yong |

| 2004年6月9日 19:20 |

| 日本                                                                                               | 7 - 0    | インド |
| 久保竜彦 12分 · 福西崇史 25分 · 中村俊輔 29分 · 鈴木隆行 54分 · 中澤佑二 65,76分 · 小笠原満男 68分 | レポート |        |

| 埼玉スタジアム2002、さいたま 観客数: 63,000 主審: Huang Junjie |

| 2004年6月9日 19:45 |

| オマーン | 7 - 0    | シンガポール |
|          | レポート |              |

| スルタン・カーブース・スポーツコンプレックス、マスカット 観客数: 2,000 主審: Abdulhameed Ebrahim |

| 2004年9月8日 17:30 |

| インド | 0 - 4    | 日本                                                          |
|        | レポート | 鈴木隆行 45分 · 小野伸二 60分 · 福西崇史 71分 · 宮本恒靖 87分 |

| ソルトレイク・スタジアム、コルカタ 観客数: 90,000 主審: Basel Hajjar |

| 2004年9月8日 19:30 |

| シンガポール | 0 - 2    | オマーン |
|              | レポート |          |

| ジャラン・ベサール・スタジアム、シンガポール 観客数: 4,000 主審: Deshapryia Arambekade |

| 2004年10月13日 18:30 |

| オマーン | 0 - 1    | 日本          |
|          | レポート | 鈴木隆行 52分 |

| スルタン・カーブース・スポーツコンプレックス、マスカット 観客数: 35,000 主審: 陸俊 |

| 2004年10月13日 19:30 |

| シンガポール | 2 - 0    | インド |
|              | レポート |        |

| ジャラン・ベサール・スタジアム、シンガポール 観客数: 3,609 主審: Yousuf Husain |

| 2004年11月17日 18:00 |

| オマーン | 0 - 0    | インド |
|          | レポート |        |

| スルタン・カーブース・スポーツコンプレックス、マスカット 観客数: 2,000 主審: Mahmoud Nurilddin |

| 2004年11月17日 19:20 |

| 日本          | 1 - 0    | シンガポール |
| 玉田圭司 13分 | レポート |              |

| 埼玉スタジアム2002、さいたま 観客数: 58,881 主審: モフセン・トルキ |

### グループ4
| 国         | 勝点 | 試合数 | 勝 | 引分 | 敗 | 得点 | 失点 | 得失点差 |
| ---------- | ---- | ------ | -- | ---- | -- | ---- | ---- | -------- |
| クウェート | 15   | 6      | 5  | 0    | 1  | 15   | 2    | 13       |
| 中国       | 15   | 6      | 5  | 0    | 1  | 14   | 1    | 13       |
| 香港       | 6    | 6      | 2  | 0    | 4  | 5    | 15   | -10      |
| マレーシア | 0    | 6      | 0  | 0    | 6  | 2    | 18   | -16      |

※クウェートと中国は直接対戦の戦績で引き分け（1-1）、グループ内での得失点差も同一であったため、グループ内での総得点が多かったクウェートが1次予選通過となった。
| 2004年2月18日 19:30 |

| 中国 | 1 - 0    | クウェート |
|      | レポート |            |

| 天河体育中心体育場、広州 観客数: 50,000 主審: Dmitriy Roman |

| 2004年2月18日 20:45 |

| マレーシア | 1 - 3    | 香港 |
|            | レポート |      |

| ダルル・マクムール・スタジアム、クアンタン 観客数: 12,000 主審: Santhan Nagalingam |

| 2004年3月31日 20:00 |

| 香港 | 0 - 1    | 中国 |
|      | レポート |      |

| 小西湾運動場、香港 観客数: 9,000 主審: Mongkol Rungklay |

| 2004年3月31日 20:45 |

| マレーシア | 0 - 2    | クウェート |
|            | レポート |            |

| ダルル・マクムール・スタジアム、クアンタン 観客数: 9,327 主審: 松村和彦 |

| 2004年6月9日 19:30 |

| 中国 | 4 - 0    | マレーシア |
|      | レポート |            |

| 泰達足球場、天津 観客数: 35,000 主審: Park Sang Gu |

| 2004年6月9日 20:30 |

| クウェート | 4 - 0    | 香港 |
|            | レポート |      |

| アル・サダーカ・ワル・サラーム・スタジアム、クウェートシティ 観客数: 9,000 主審: Tallat Najm |

| 2004年9月8日 20:00 |

| 香港 | 0 - 2    | クウェート |
|      | レポート |            |

| 小西湾運動場、香港 観客数: 1,500 主審: Emil Busurmankulov |

| 2004年9月8日 20:45 |

| マレーシア | 0 - 1    | 中国 |
|            | レポート |      |

| バンダラヤ・スタジアム、ペナン 観客数: 14,000 主審: Jasim Abdul Karim |

| 2004年10月13日 19:00 |

| クウェート | 1 - 0    | 中国 |
|            | レポート |      |

| アル・サダーカ・ワル・サラーム・スタジアム、クウェートシティ 観客数: 10,000 主審: Chaiwat Kunsuta |

| 2004年10月13日 20:00 |

| 香港 | 2 - 0    | マレーシア |
|      | レポート |            |

| 旺角大球場、香港 観客数: 2,425 主審: Radwan Ghandour |

| 2004年11月17日 16:00 |

| クウェート | 6 - 1    | マレーシア |
|            | レポート |            |

| アル・サダーカ・ワル・サラーム・スタジアム、クウェートシティ 観客数: 15,000 主審: Nail Lutfullin |

| 2004年11月17日 21:00 |

| 中国 | 7 - 0    | 香港 |
|      | レポート |      |

| 天河体育中心体育場、広州 観客数: 20,300 主審: Lee Jong Kuk |

### グループ5
| 国                     | 勝点 | 試合数 | 勝 | 引分 | 敗 | 得点 | 失点 | 得失点差 |
| ---------------------- | ---- | ------ | -- | ---- | -- | ---- | ---- | -------- |
| 朝鮮民主主義人民共和国 | 11   | 6      | 3  | 2    | 1  | 11   | 5    | 6        |
| アラブ首長国連邦       | 10   | 6      | 3  | 1    | 2  | 6    | 6    | 0        |
| タイ                   | 7    | 6      | 2  | 1    | 3  | 9    | 10   | -1       |
| イエメン               | 5    | 6      | 1  | 2    | 3  | 6    | 11   | -5       |

| 2004年2月18日 16:00 |

| イエメン | 1 - 1    | 朝鮮民主主義人民共和国 |
|          | レポート |                        |

| アル・サウラ・スポーツ・シティ・スタジアム、サナア 観客数: 15,000 主審: Yousuf Husain |

| 2004年2月18日 19:15 |

| アラブ首長国連邦 | 1 - 0    | タイ |
|                  | レポート |      |

| シェイク・ハリーファ国際スタジアム、アル・アイン 観客数: 4,000 主審: Sun Baojie |

| 2004年3月31日 16:00 |

| イエメン | 0 - 3    | タイ |
|          | レポート |      |

| アル・サウラ・スポーツ・シティ・スタジアム、サナア 観客数: 25,000 主審: Mohammad Mansour |

| 2004年3月31日 16:00 |

| 朝鮮民主主義人民共和国 | 0 - 0    | アラブ首長国連邦 |
|                        | レポート |                  |

| 金日成競技場、平壌 観客数: 20,000 主審: Zhou Weixin |

| 2004年6月9日 19:00 |

| タイ | 1 - 4    | 朝鮮民主主義人民共和国 |
|      | レポート |                        |

| ラジャマンガラ・スタジアム、バンコク 観客数: 30,000 主審: Vladislav Tseytlin |

| 2004年6月9日 20:00 |

| アラブ首長国連邦 | 3 - 0    | イエメン |
|                  | レポート |          |

| シェイク・ハリーファ国際スタジアム、アル・アイン 観客数: 5,000 主審: Allabergen Sapaev |

| 2004年9月8日 16:00 |

| 朝鮮民主主義人民共和国 | 4 - 1    | タイ |
|                        | レポート |      |

| 羊角島競技場、平壌 観客数: 20,000 主審: Masoud Moradi |

| 2004年9月8日 16:00 |

| イエメン | 3 - 1    | アラブ首長国連邦 |
|          | レポート |                  |

| アル・サウラ・スポーツ・シティ・スタジアム、サナア 観客数: 17,000 主審: ハリル・アル・ガムディ |

| 2004年10月13日 15:30 |

| 朝鮮民主主義人民共和国 | 2 - 1    | イエメン |
|                        | レポート |          |

| 羊角島競技場、平壌 観客数: 15,000 主審: Vo Minh Tri |

| 2004年10月13日 19:00 |

| タイ | 3 - 0    | アラブ首長国連邦 |
|      | レポート |                  |

| ラジャマンガラ・スタジアム、バンコク 観客数: 15,000 主審: 西村雄一 |

| 2004年11月17日 18:30 |

| アラブ首長国連邦 | 1 - 0    | 朝鮮民主主義人民共和国 |
|                  | レポート |                        |

| アール・ラーシド・スタジアム、ドバイ 観客数: 2,000 主審: Halim Abdul Hamid |

| 2004年11月17日 19:00 |

| タイ | 1 - 1    | イエメン |
|      | レポート |          |

| ラジャマンガラ・スタジアム、バンコク 観客数: 15,000 主審: Purushothaman Baskar |

### グループ6
| 国           | 勝点 | 試合数 | 勝 | 引分 | 敗 | 得点 | 失点 | 得失点差 |
| ------------ | ---- | ------ | -- | ---- | -- | ---- | ---- | -------- |
| バーレーン   | 14   | 6      | 4  | 2    | 0  | 15   | 4    | 11       |
| シリア       | 8    | 6      | 2  | 2    | 2  | 7    | 7    | 0        |
| タジキスタン | 7    | 6      | 2  | 1    | 3  | 5    | 9    | -4       |
| キルギス     | 4    | 6      | 1  | 1    | 4  | 5    | 12   | -7       |

| 2004年2月18日 15:00 |

| キルギス | 1 - 2    | タジキスタン |
|          | レポート |              |

| スパルタク・スタジアム、ビシュケク 観客数: 14,000 主審: Nail Lutfullin |

| 2004年2月18日 18:30 |

| バーレーン | 2 - 1    | シリア |
|            | レポート |        |

| アル・ムハッラク・スタジアム、アラード 観客数: 5,000 主審: Adunyachart Khanthama |

| 2004年3月31日 16:00 |

| キルギス | 1 - 1    | シリア |
|          | レポート |        |

| スパルタク・スタジアム、ビシュケク 観客数: 17,000 主審: Praveer Bose |

| 2004年3月31日 16:00 |

| タジキスタン | 0 - 0    | バーレーン |
|              | レポート |            |

| パミール・スタジアム、ドゥシャンベ 観客数: 17,000 主審: Shamsul Maidin |

| 2004年6月9日 19:15 |

| バーレーン | 5 - 0    | キルギス |
|            | レポート |          |

| アル・ムハッラク・スタジアム、アラード 観客数: 2,800 主審: Mohamed Al Saeedi |

| 2004年6月10日 17:15 |

| シリア | 2 - 1    | タジキスタン |
|        | レポート |              |

| ハーリド・イブン・アル・ワリード・スタジアム、ホムス 観客数: 18,000 主審: Saad Kamil Al-Fadhli |

| 2004年9月8日 16:00 |

| タジキスタン | 0 - 1    | シリア |
|              | レポート |        |

| パミール・スタジアム、ドゥシャンベ 観客数: 18,000 主審: スブヒディン・モハド・サレー |

| 2004年9月8日 17:00 |

| キルギス | 1 - 2    | バーレーン |
|          | レポート |            |

| スパルタク・スタジアム、ビシュケク 観客数: 10,000 主審: Mongkol Rungklay |

| 2004年10月13日 15:00 |

| タジキスタン | 2 - 1    | キルギス |
|              | レポート |          |

| パミール・スタジアム、ドゥシャンベ 観客数: 11,000 主審: Naser Al Enezi |

| 2004年10月13日 18:00 |

| シリア | 2 - 2    | バーレーン |
|        | レポート |            |

| アッバーシーン・スタジアム、ダマスカス 観客数: 35,000 主審: Masoud Moradi |

| 2004年11月17日 17:00 |

| シリア | 0 - 1    | キルギス |
|        | レポート |          |

| アッバーシーン・スタジアム、ダマスカス 観客数: 1,000 主審: Satop Tongkhan |

| 2004年11月17日 18:00 |

| バーレーン | 4 - 0    | タジキスタン |
|            | レポート |              |

| バーレーン・ナショナル・スタジアム、リファー 観客数: 15,000 主審: Sun Baojie |

### グループ7
| 国         | 勝点 | 試合数 | 勝 | 引分 | 敗 | 得点 | 失点 | 得失点差 |
| ---------- | ---- | ------ | -- | ---- | -- | ---- | ---- | -------- |
| 韓国       | 14   | 6      | 4  | 2    | 0  | 9    | 2    | 7        |
| レバノン   | 11   | 6      | 3  | 2    | 1  | 11   | 5    | 6        |
| ベトナム   | 4    | 6      | 1  | 1    | 4  | 5    | 9    | -4       |
| モルディブ | 4    | 6      | 1  | 1    | 4  | 5    | 14   | -9       |

| 2004年2月18日 17:00 |

| ベトナム | 4 - 0    | モルディブ |
|          | レポート |            |

| ミーディン国立競技場、ハノイ 観客数: 25,000 主審: Fong Yau Fat Jame |

| 2004年2月18日 19:00 |

| 韓国 | 2 - 0    | レバノン |
|      | レポート |          |

| 水原ワールドカップ競技場、水原 観客数: 22,000 主審: Maugeb Al Dosari |

| 2004年3月31日 16:00 |

| モルディブ | 0 - 0    | 韓国 |
|            | レポート |      |

| ガロル国立競技場、マレ 観客数: 12,000 主審: Anura de Silva Vidanagamage |

| 2004年3月31日 17:00 |

| ベトナム | 0 - 2    | レバノン |
|          | レポート |          |

| ティエンチュオン・スタジアム、ナムディン 観客数: 25,000 主審: ラフシャン・イルマトフ |

| 2004年6月9日 19:00 |

| 韓国 | 2 - 0    | ベトナム |
|      | レポート |          |

| 大田ワールドカップ競技場、大田 観客数: 40,019 主審: Omer Al Mehannah |

| 2004年6月9日 20:30 |

| レバノン | 3 - 0    | モルディブ |
|          | レポート |            |

| ベイルート市立競技場、ベイルート 観客数: 18,000 主審: Mahmoud Nurilddin |

| 2004年9月8日 16:00 |

| モルディブ | 2 - 5    | レバノン |
|            | レポート |          |

| ガロル国立競技場、マレ 観客数: 12,000 主審: Hassan Al Ajmi |

| 2004年9月8日 17:00 |

| ベトナム | 1 - 2    | 韓国 |
|          | レポート |      |

| トンニャット・スタジアム、ホーチミンシティー 観客数: 25,000 主審: 吉田寿光 |

| 2004年10月13日 15:45 |

| モルディブ | 3 - 0    | ベトナム |
|            | レポート |          |

| ガロル国立競技場、マレ 観客数: 10,000 主審: Rizwan Haq |

| 2004年10月13日 18:00 |

| レバノン | 1 - 1    | 韓国 |
|          | レポート |      |

| ベイルート市立競技場、ベイルート 観客数: 21,000 主審: ラフシャン・イルマトフ |

| 2004年11月17日 18:00 |

| レバノン | 0 - 0    | ベトナム |
|          | レポート |          |

| ベイルート市立競技場、ベイルート 観客数: 1,000 主審: Abdulhameed Ebrahim |

| 2004年11月17日 20:00 |

| 韓国 | 2 - 0    | モルディブ |
|      | レポート |            |

| ソウルワールドカップ競技場、ソウル 観客数: 64,000 主審: Subash Lazar |

### グループ8
| 国               | 勝点 | 試合数 | 勝 | 引分 | 敗 | 得点 | 失点 | 得失点差 |
| ---------------- | ---- | ------ | -- | ---- | -- | ---- | ---- | -------- |
| サウジアラビア   | 18   | 6      | 6  | 0    | 0  | 14   | 1    | 13       |
| トルクメニスタン | 7    | 6      | 2  | 1    | 3  | 8    | 10   | -2       |
| インドネシア     | 7    | 6      | 2  | 1    | 3  | 8    | 12   | -4       |
| スリランカ       | 2    | 6      | 0  | 2    | 4  | 4    | 11   | -7       |

| 2004年2月18日 19:00 |

| トルクメニスタン | 2 - 0    | スリランカ |
|                  | レポート |            |

| コペトタグ・スタジアム、アシガバート 観客数: 11,000 主審: Abdulla Al Banai |

| 2004年2月18日 20:15 |

| サウジアラビア | 3 - 0    | インドネシア |
|                | レポート |              |

| キング・ファハド国際スタジアム、リヤド 観客数: 1,000 主審: Naser Al Ghafary |

| 2004年3月31日 18:30 |

| スリランカ | 0 - 1    | サウジアラビア |
|            | レポート |                |

| スガサダシュ・スタジアム、コロンボ 観客数: 6,000 主審: Kadyrbek Chynybekov |

| 2004年3月31日 19:00 |

| トルクメニスタン | 3 - 1    | インドネシア |
|                  | レポート |              |

| オリンピック・スタジアム、アシガバート 観客数: 5,000 主審: Muhammad Sahib |

| 2004年6月9日 19:00 |

| インドネシア | 1 - 0    | スリランカ |
|              | レポート |            |

| ゲロラ・ブン・カルノ・スタジアム、ジャカルタ 観客数: 30,000 主審: Ibrahim Nesar |

| 2004年6月9日 21:00 |

| サウジアラビア | 3 - 0    | トルクメニスタン |
|                | レポート |                  |

| キング・ファハド国際スタジアム、リヤド 観客数: 1,000 主審: Adunyachart Khanthama |

| 2004年9月8日 18:30 |

| スリランカ | 2 - 2    | インドネシア |
|            | レポート |              |

| スガサダシュ・スタジアム、コロンボ 観客数: 4,000 主審: Marshoud Hassan |

| 2004年9月8日 19:00 |

| トルクメニスタン | 0 - 1    | サウジアラビア |
|                  | レポート |                |

| オリンピック・スタジアム、アシガバート 観客数: 5,000 主審: Kwon Jong-Chul |

| 2004年10月9日 18:30 |

| スリランカ | 2 - 2    | トルクメニスタン |
|            | レポート |                  |

| スガサダシュ・スタジアム、コロンボ 観客数: 4,000 主審: Al Bannai Abdulla |

| 2004年10月12日 19:30 |

| インドネシア | 1 - 3    | サウジアラビア |
|              | レポート |                |

| ゲロラ・ブン・カルノ・スタジアム、ジャカルタ 観客数: 30,000 主審: スブヒディン・モハド・サレー |

| 2004年11月17日 19:30 |

| インドネシア | 3 - 1    | トルクメニスタン |
|              | レポート |                  |

| ゲロラ・ブン・カルノ・スタジアム、ジャカルタ 観客数: 15,000 主審: Shaban Qasem |

| 2004年11月17日 20:00 |

| サウジアラビア | 3 - 0    | スリランカ |
|                | レポート |            |

| プリンス・モハメド・ビン・ファハド・スタジアム、ダンマーム 観客数: 2,000 主審: Muflah Mohamed |

## 2次予選（最終予選）
2次予選の組み合わせ抽選は、2004年12月9日にクアラルンプールで行われた。
1次予選に勝利した8チームが、4チームずつ2グループに分かれて、ホーム・アンド・アウェー方式の総当りリーグ戦を行う。各グループ上位2チームの合計4チームがワールドカップ出場権を獲得する。各グループ3位は、3次予選（AFCプレーオフ）へ進出する。

### グループA
| 国             | 勝点 | 試合数 | 勝 | 引分 | 敗 | 得点 | 失点 | 得失点差 |
| -------------- | ---- | ------ | -- | ---- | -- | ---- | ---- | -------- |
| サウジアラビア | 14   | 6      | 4  | 2    | 0  | 10   | 1    | 9        |
| 韓国           | 10   | 6      | 3  | 1    | 2  | 9    | 5    | 4        |
| ウズベキスタン | 5    | 6      | 1  | 2    | 3  | 7    | 11   | -4       |
| クウェート     | 4    | 6      | 1  | 1    | 4  | 4    | 13   | -9       |

| 2005年2月9日 20:05 |

| 韓国                      | 2 - 0    | クウェート |
| 李同国 23分 · 李榮杓 81分 | レポート |            |

| ソウルワールドカップ競技場、ソウル特別市 観客数: 53,287 主審: シャムスル・マイディン |

| 2005年2月9日 15:45 |

| ウズベキスタン                    | 1 - 1    | サウジアラビア                  |
| アンヴァルジャン・サリエフ 90+3分 | レポート | サーミー・アル＝ジャービル 77分 |

| パフタコール・マルカジイ・スタジアム、タシュケント 観客数: 45,000 主審: 上川徹 |

| 2005年3月25日 19:45 |

| サウジアラビア                                                 | 2 - 0    | 韓国 |
| サウード・カリーリー 29分 · ヤセル・アル＝カフタニ 73分 (pen.) | レポート |      |

| プリンス・モハメド・ビン・ファハド・スタジアム、ダンマーム 観客数: 25,000 主審: スブヒディン・モハド・サレー |

| 2005年3月25日 19:45 |

| クウェート                           | 2 - 1    | ウズベキスタン                  |
| バシャール・アブドゥッラー 7分, 62分 | レポート | アレクサンドル・ゲインリフ 77分 |

| アル・サダーカ・ワル・サラーム・スタジアム、クウェート市 観客数: 12,000 主審: 孫葆潔 |

| 2005年3月30日 19:45 |

| クウェート | 0 - 0    | サウジアラビア |
|            | レポート |                |

| アル・サダーカ・ワル・サラーム・スタジアム、クウェート市 観客数: 25,000 主審: Masoud Moradi |

| 2005年3月30日 20:05 |

| 韓国                      | 2 - 1    | ウズベキスタン                  |
| 李榮杓 55分 · 李同国 62分 | レポート | アレクサンドル・ゲインリフ 79分 |

| ソウルワールドカップ競技場、ソウル 観客数: 62,857 主審: Tallat Najm |

| 2005年6月3日 21:05 |

| サウジアラビア                                      | 3 - 0    | クウェート |
| アル＝シャルフーブ 19分, 49分 · アル＝ハリティ 83分 | レポート |            |

| キング・ファハド国際スタジアム、リヤド 観客数: 72,000 主審: 上川徹 |

| 2005年6月3日 18:00 |

| ウズベキスタン            | 1 - 1    | 韓国          |
| マクシム・シャツキフ 62分 | レポート | 朴主永 90+1分 |

| パフタコール・マルカジイ・スタジアム、タシュケント 観客数: 40,000 主審: Masoud Moradi |

| 2005年6月8日 20:45 |

| クウェート | 0 - 4    | 韓国                                                         |
|            | レポート | 朴主永 19分 · 李同国 29分 (pen.) · 鄭暻鎬 55分 · 朴智星 61分 |

| アル・サダーカ・ワル・サラーム・スタジアム、クウェート市 観客数: 15,000 主審: Adunyachart Khanthama |

| 2005年6月8日 21:05 |

| サウジアラビア                                                     | 3 - 0    | ウズベキスタン |
| サーミー・アル＝ジャービル 8分, 60分 · サッド・アル＝ハリティ 87分 | レポート |                |

| キング・ファハド国際スタジアム、リヤド 観客数: 72,000 主審: Huang Junjie |

| 2005年8月17日 20:05 |

| 韓国 | 0 - 1    | サウジアラビア |
|      | レポート | Al-Anbar 5分   |

| ソウルワールドカップ競技場、ソウル特別市 観客数: 61,586 主審: Chaiwat Kunsuta |

| 2005年8月17日 18:05 |

| ウズベキスタン                                                                                   | 3 - 2    | クウェート                                       |
| セルヴェル・ジェパロフ 41分 (pen.) · マクシム・シャツキフ 62分 · アンヴァルジャン・サリエフ 76分 | レポート | Al-Mutawa 16分 · バシャール・アブドゥッラー 31分 |

| パフタコール・マルカジイ・スタジアム、タシュケント 観客数: 40,000 主審: スブヒディン・モハド・サレー |

### グループB
| 国                     | 勝点 | 試合数 | 勝 | 引分 | 敗 | 得点 | 失点 | 得失点差 |
| ---------------------- | ---- | ------ | -- | ---- | -- | ---- | ---- | -------- |
| 日本                   | 15   | 6      | 5  | 0    | 1  | 9    | 4    | 5        |
| イラン                 | 13   | 6      | 4  | 1    | 1  | 7    | 3    | 4        |
| バーレーン             | 4    | 6      | 1  | 1    | 4  | 4    | 7    | -3       |
| 朝鮮民主主義人民共和国 | 3    | 6      | 1  | 0    | 5  | 5    | 11   | -6       |

| 2005年2月9日 19:30 |

| 日本                             | 2 - 1    | 朝鮮民主主義人民共和国 |
| 小笠原満男 4分 · 大黒将志 90+1分 | レポート | ナム・ソンチョル 61分  |

| 埼玉スタジアム2002、さいたま市 観客数: 60,000 主審: ハリル・アル・ガムディ |

| 2005年2月9日 18:35 |

| バーレーン | 0 - 0    | イラン |
|            | レポート |        |

| バーレーン・ナショナル・スタジアム、リファー 観客数: 25,000 主審: スブヒディン・モハド・サレー |

| 2005年3月25日 15:35 |

| 朝鮮民主主義人民共和国 | 1 - 2    | バーレーン           |
| パク・ソングァン 63分  | レポート | Husain Ali 7分, 58分 |

| 金日成競技場、平壌 観客数: 50,000 主審: Mongkol Rungklay |

| 2005年3月25日 18:05 |

| イラン                            | 2 - 1    | 日本          |
| ヴァヒド・ハシェミアン 13分, 75分 | レポート | 福西崇史 66分 |

| アザディ・スタジアム、テヘラン 観客数: 110,000 主審: シャムスル・マイディン |

| 2005年3月30日 15:35 |

| 朝鮮民主主義人民共和国 | 0 - 2    | イラン                                                  |
|                        | レポート | メフディ・マハダヴィキア 34分 · ジャバド・ネクナム 79分 |

| 金日成競技場、平壌 観客数: 55,000 主審: Mohammed Kousa |

| 2005年3月30日 19:30 |

| 日本                             | 1 - 0    | バーレーン |
| モハメド・サルミーン 72分 (o.g.) | レポート |            |

| 埼玉スタジアム2002、さいたま市 観客数: 67,549 主審: ラフシャン・イルマトフ |

| 2005年6月3日 19:05 |

| イラン                  | 1 - 0    | 朝鮮民主主義人民共和国 |
| ラフマン・レザイー 45分 | レポート |                        |

| アザディ・スタジアム、テヘラン 観客数: 35,000 主審: ハリル・アル・ガムディ |

| 2005年6月3日 19:30 |

| バーレーン | 0 - 1    | 日本            |
|            | レポート | 小笠原満男 34分 |

| バーレーン・ナショナル・スタジアム、リファー 観客数: 32,000 主審: スブヒディン・モハド・サレー |

| 2005年6月8日 17:35 |

| 朝鮮民主主義人民共和国 | 0 - 2    | 日本                        |
|                        | レポート | 柳沢敦 67分 · 大黒将志 89分 |

| スパチャラサイ国立競技場、バンコク 観客数: 0 主審: フランク・デ・ブレーケル |

| 2005年6月8日 19:05 |

| イラン          | 1 - 0    | バーレーン |
| ノスラティ 48分 | レポート |            |

| アザディ・スタジアム、テヘラン 観客数: 80,000 主審: Kwon Jong-Chul |

| 2005年8月17日 19:30 |

| 日本                        | 2 - 1    | イラン                   |
| 加地亮 28分 · 大黒将志 76分 | レポート | アリ・ダエイ 79分 (pen.) |

| 横浜国際総合競技場、横浜市 観客数: 66,098 主審: Qasem Shaban |

| 2005年8月17日 19:35 |

| バーレーン                                | 2 - 3    | 朝鮮民主主義人民共和国                                    |
| サルマーン・イーサ 49分 · Husain Ali 54分 | レポート | チェ・チョルマン 28分 · キム・チョルホ 43分 · 安哲赫 90分 |

| バーレーン・ナショナル・スタジアム、リファー 観客数: 3,000 主審: シャムスル・マイディン |

## 3次予選
2次予選各グループ3位のウズベキスタンとバーレーンは、アジア地区5位決定戦となるホーム・アンド・アウェー方式の3次予選を行う。

勝利チームは大陸間プレーオフに進出する。
| 2005年9月3日 18:05 |

| ウズベキスタン              | 1 - 0 無効試合 | バーレーン |
| ミルジャラル・カシモフ 12分 |                |            |

| パフタコール・マルカジイ・スタジアム、タシュケント 主審: 吉田寿光 |

| 2005年10月8日 17:05 |

| ウズベキスタン            | 1 - 1    | バーレーン          |
| マクシム・シャツキフ 19分 | レポート | タラル・ユスフ 17分 |

| パフタコール・マルカジイ・スタジアム、タシュケント 観客数: 55,000 主審: マッシモ・ブサッカ |

| 2005年10月12日 22:00 |

| バーレーン | 0 - 0    | ウズベキスタン |
|            | レポート |                |

| バーレーン・ナショナル・スタジアム、リファー 観客数: 25,000 主審: グラハム・ポール |

プレーオフの結果、アウェーゴールによりバーレーンがアジア地区5位となり、大陸間プレーオフに進出。

## 大陸間プレーオフ
3次予選に勝利したバーレーンは、北中米カリブ海予選4位のトリニダード・トバゴとホーム・アンド・アウェー方式の大陸間プレーオフを行う。
勝利チームがワールドカップ本大会出場権を獲得する。
| 2005年11月12日 18:30 |

| トリニダード・トバゴ | 1 - 1    | バーレーン  |
| バーチャル 76分      | レポート | イーサ 72分 |

| ヘイズリー・クロフォード・スタジアム、ポートオブスペイン 観客数: 24,991 主審: マーク・シールド |

| 2005年11月16日 19:00 |

| バーレーン | 0 - 1    | トリニダード・トバゴ |
|            | レポート | ローレンス 49分      |

| バーレーン・ナショナル・スタジアム、リファー 観客数: 35,000 主審: オスカル・ルイス |

プレーオフの結果、北中米カリブ海予選4位のトリニダード・トバゴが勝者となり、本大会出場権を獲得。